# Kirchschlag bei Linz
Kirchschlag bei Linz – gmina w Austrii, w kraju związkowym Górna Austria, w powiecie Urfahr-Umgebung. Liczy 2045 mieszkańców (1 stycznia 2015).